# Atentado de Tarata de 1992
El atentado de Tarata de 1992 —también conocido como el atentado de Miraflores o atentado de Lima—, consistió en la explosión de un coche bomba en la cuadra 2 de la calle Tarata, en el centro del distrito de Miraflores de la ciudad de Lima, Perú, realizada el 16 de julio de 1992 por la organización terrorista Sendero Luminoso. La explosión fue parte de una campaña mayor de atentados en la ciudad de Lima durante la época del terrorismo.
El lugar donde ocurrió el hecho es una zona comercial dentro de una zona de clase alta de Lima. 2 vehículos, cada 1 equipado con 250 kilogramos de explosivos, explotaron en la mencionada calle a las 21:15, matando a 25 personas e hiriendo a 250. La onda expansiva destruyó o dañó 183 casas, 400 negocios y 63 automóviles estacionados. El atentado fue el comienzo de una serie de ataques senderistas contra el Estado peruano de una semana de duración, que en total causaron cuarenta muertes y tuvieron en zozobra a la capital.

## Contexto
En 1992 el Perú se encontraba en una situación de inseguridad civil interna debido a los constantes y crecientes ataques terroristas. Dentro de estos grupos, el Partido Comunista del Perú-Sendero Luminoso era el de más radical accionar, totalizador y perpetrador de la mayor cantidad de actos de esta naturaleza. Dentro de los ataques senderistas de ese año previos a esta acción, sobresale el asesinato de la dirigente vecinal de Villa El Salvador, María Elena Moyano. María Elena, quien era conocida por criticar abiertamente a Sendero Luminoso y sus acciones terroristas, fue cruelmente ejecutada por un comando senderista el 15 de febrero mientras concurría a una fiesta comunal de su distrito. En el asesinato, luego de dispararle varias veces, los perpetradores hicieron explotar su cuerpo con una carga de dinamita.
Asimismo, el 5 de junio, un coche bomba explotaba al lado de las instalaciones del canal de televisión Frecuencia Latina cerca de la medianoche. Este hecho marcó un nuevo hito dentro de la escalada de violencia vivida en el conflicto interno, ya que era la primera vez que Sendero Luminoso atacaba abiertamente a un medio de comunicación. En el atentado, falleció el periodista Alejandro Pérez. Entre enero y el 16 de julio de 1992, 37 coches bomba estallaron en Lima dejando 50 muertos.

## Atentado

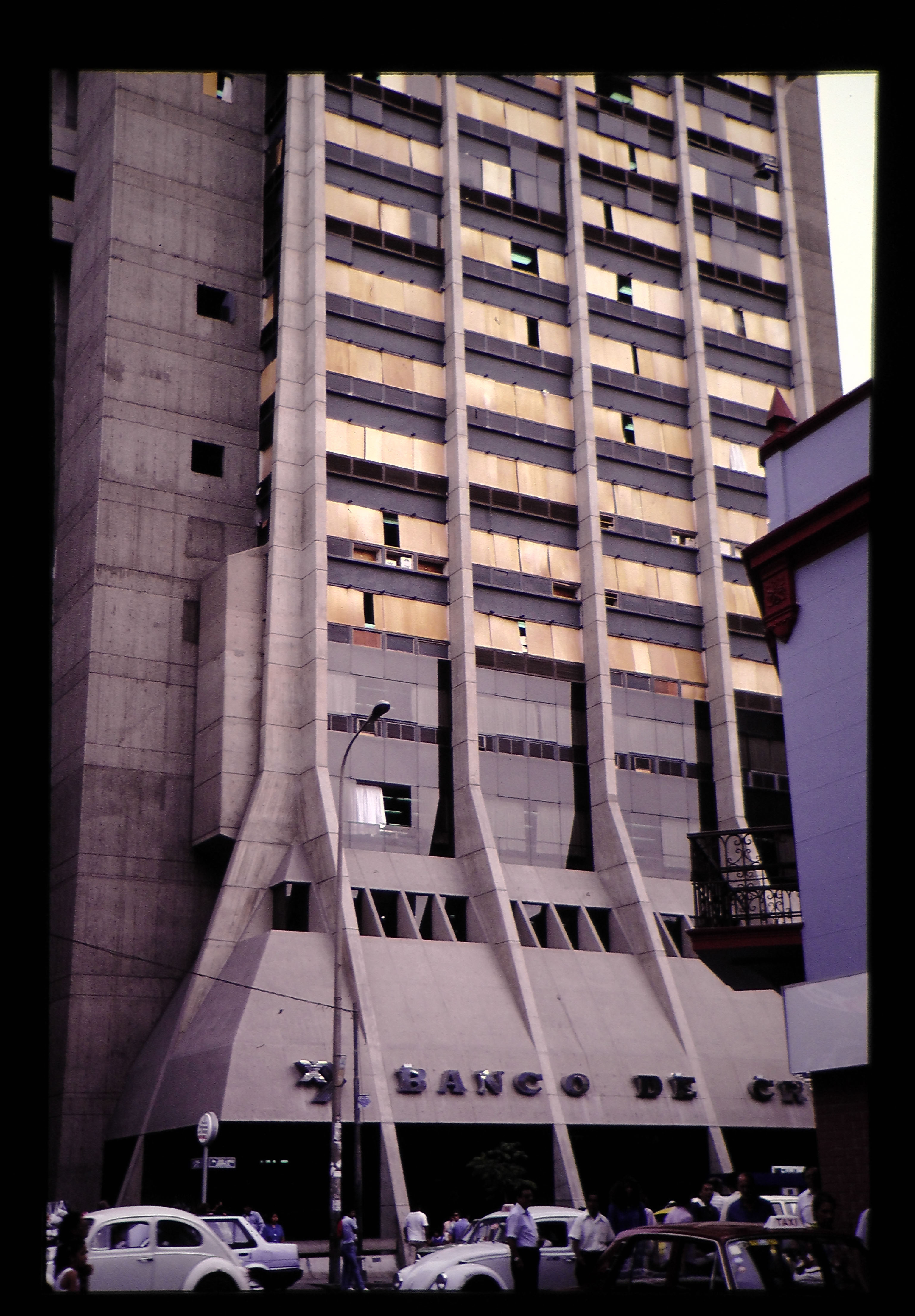
El objetivo principal del atentado era la agencia del Banco de Crédito del Perú en la Av. Larco.
Fotografía de 1988, 4 años antes del acontecimiento.

El día del ataque fue el jueves 16 de julio de 1992 y el objetivo original fue la agencia del Banco de Crédito del Perú de la avenida limeña José Larco.
Durante la tarde de aquel trágico día, el contingente senderista de Lima realizó ataques menores contra comisarías y entidades financieras con el objetivo de dispersar a las fuerzas policiales, y conseguir el camino libre para perpetrar el hecho.
Según testimonio de militantes senderistas entrevistados por la Comisión de la Verdad y Reconciliación, el destacamento número doce de SL en Lima que estaba al mando del Camarada Daniel (identificado posteriormente como Carlos Mora La Madrid en los archivos de la Comisión) fue el encargado de realizar esta acción. El encargo del atentado dado al Camarada Daniel fue dado por la Dirección de Sendero Luminoso. Los encargados del atentado fueron:
- Liderazgo: Carlos Mora La Madrid, Camarada Daniel
- Reglaje: Nicolás, Manuel, Arturo y Lucía, esta última identificada como Cecilia Rossana Núñez Chipana
- Robo de vehículos para el atentado: Percy, Atenor y Rosa

En la mañana, Carlos con apoyo de Lucía, Atenor y Franco (identificado como Juanito Guillermo Orozco Barrientos) hicieron las cargas explosivas. Alrededor de la hora pactada, ocurrió una oscilación de la luz seguida por uno de los apagones que caracterizaba a la ciudad en ese tiempo. La idea original era estallar los explosivos en el frontis de dicha entidad bancaria a las 21:20. Pero un vigilante del establecimiento no les permitió estacionarse en el lugar pactado, realizando disparos con su arma de protección. Decidieron, entonces, dejar el vehículo en la intersección siguiente (que era la calle Tarata) y dejar que el carro avance lentamente hasta el momento de su explosión. Una vez en la calle, el conductor del vehículo disminuyó su velocidad y lo abandonó, ya que según se dice, la mecha del explosivo ya estaba encendida.
La carga era de aproximadamente entre cuatrocientos y quinientos kilos de ANFO mezclada con dinamita. Los edificios afectados por encontrarse en el centro de las dos explosiones ocurridas fueron El Condado, San Pedro, Tarata, Residencial Central y San Carlos. La onda expansiva alcanzó casi los cuatrocientos metros a la redonda, a tal punto que el motor del auto utilizado por los terroristas, fue a caer sobre el techo de un aparcamiento de vehículos ubicado a trescientos veinte metros del centro del atentado.
El trágico saldo final fue de veinticinco personas muertas, doscientos cincuenta heridos y pérdidas materiales superiores a los tres millones de dólares de aquella época, afectándose también aproximadamente un centenar de edificaciones cercanas entre bancos, exclusivas boutiques, casas, centros comerciales, librerías y hasta galerías de arte.

## Repercusiones

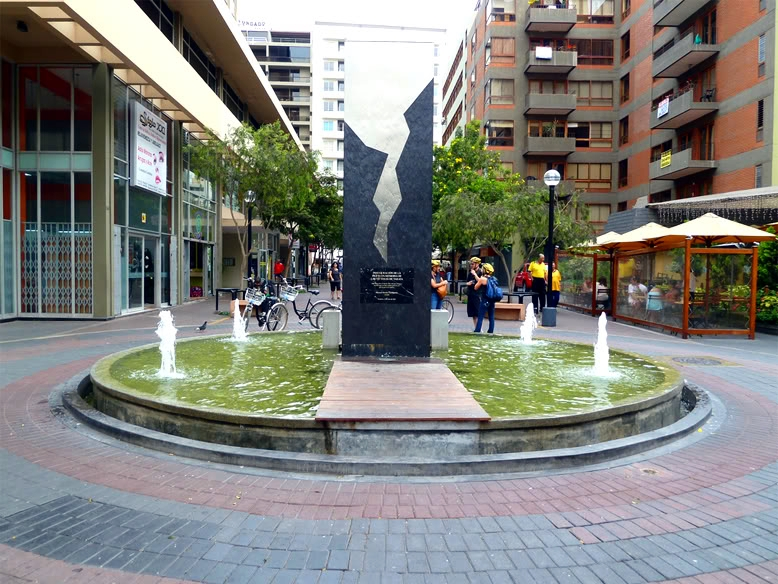
Monumento a las víctimas de Tarata, instalado en la calle donde ocurrió el atentado.

Las condenas contra el grupo Sendero Luminoso llegaron desde distintos puntos del mundo, así como también la solidaridad con el pueblo y Gobierno peruano para sobreponerse a esta situación. Era la primera vez que se realizaba un acto terrorista hacia un objetivo civil a gran escala y, también, era el primer ataque directo contra uno de los corazones de la ciudad.
También sucedieron autocríticas al interior de Sendero Luminoso, cuyas principales cabezas reconocieron este acto como «error» que no debió suceder debido a que no era el objetivo principal.
Mediante oficio de fecha 8 de junio de 2009, la Municipalidad de Miraflores emitió al Congreso de la República del Perú una iniciativa legislativa denominada «Ley que condona los intereses y moras derivados del endeudamiento contraído por los afectados del atentado terrorista de la calle Tarata», con el objetivo de buscar el beneficio de los deudos de las víctimas del atentado terrorista